# Rua General Gutiérrez Mellado
A Rua General Gutiérrez Mellado é uma rua pedonal da cidade espanhola de Pontevedra, situada na primeira zona de expansão urbana. É uma das principais ruas de Pontevedra.

## Origem do nome
Desde 1996, a rua é dedicada ao militar e político Manuel Gutiérrez Mellado, pelo seu importante trabalho durante a transição espanhola para a democracia e com o objetivo de eliminar nomes franquistas do mapa de ruas da cidade, como o seu antigo nome, General Mola.

## História
A origem da rua está no acordo adotado pela Câmara Municipal de Pontevedra em 5 de janeiro de 1896 para abrir uma nova rua entre a rua Marquês de Riestra e a rua Michelena, através da propriedade e jardins de Alejandro Mon Landa. Em 1900, os terrenos necessários para a construção da rua foram publicados.
Em 1925, foi finalmente anunciada a abertura da nova rua, que ligaria a Rua Michelena à Rua Marquês de Riestra e urbanizaria uma zona importante do centro da cidade. Em 1926, foram pagas as expropriações e, a 25 de agosto do mesmo ano, iniciaram-se os trabalhos de abertura da rua.
As obras de conclusão da nova rua demoraram mais do que o previsto devido à necessidade de demolir uma garagem situada no final da rua, em frente à rua Marquês de Riestra. As últimas casas desta rua, que impediam a abertura completa da nova rua, conhecida como prolongamento da rua Fernández Villaverde, já tinham sido expropriadas e foram demolidas em maio de 1927. Em junho do mesmo ano, os proprietários dos terrenos situados ao longo da nova rua começaram a vedá-los. No final de 1929, a rua ainda não tinha sido arranjada, e os barracos da antiga garagem no final da rua ainda estavam de pé.
Durante os primeiros anos da sua existência, a nova rua foi conhecida como Calle del Chanchullo (Rua da Trapaça), devido às negociações ocultas e ardilosas que tinham sido realizadas para a sua abertura desde o início, e porque a rua não tinha sido aberta de acordo com o projeto aprovado pela Câmara Municipal. Em maio de 1931, foram concluídos os trabalhos de terraplanagem da nova rua e, em 1935, os automóveis já a utilizavam normalmente. No início de junho de 1936, o Diretor Geral da Telefónica anunciou a construção de um edifício no número 5 da rua para a Central Telefónica, que se tornaria a sua sede em Pontevedra e abrigaria os escritórios da empresa na cidade.
Em 26 de junho de 1937, a rua recebeu o nome do General Mola, falecido em 3 de junho num acidente de avião. No mesmo ano, foi instalada a rede de esgotos e ligado o abastecimento de água para facilitar a construção dos edifícios, que ainda não tinha começado. Em 1938, a rua foi finalmente pavimentada.
A maior parte dos edifícios actuais da rua foram construídos na década de 1960, tendo a atual construção sido concluída no início da década de 1970. Durante estas décadas, a rua tornou-se uma zona comercial com estabelecimentos de renome, como a loja de discos e electrodomésticos Vázquez Lescaille, inaugurada em 1956. A rua foi também um ponto de referência para as paragens de autocarros interurbanos durante estas décadas. Vários bancos estabeleceram as suas agências no seu lado leste e numerosas lojas foram instaladas no seu lado oeste.
Em 1965, foi aberto um segundo troço das galerias comerciais da rua da Oliva, através do edifício do número 3, ligando esta rua à rua General Gutiérrez Mellado.
Em 25 de abril de 1996, a Câmara Municipal decidiu mudar o nome original da rua para General Gutiérrez Mellado, um general que tinha morrido quatro meses antes.
Em 2002, foi efectuada uma grande renovação da rua para a tornar pedonal. As obras foram concluídas no início de maio de 2003.
Em abril de 2023, quando o edifício do número 3 foi demolido para dar lugar à construção de um novo edifício para uma macroloja da Zara, a saída das galerias comerciais para a rua da Oliva foi fechada.

## Descrição

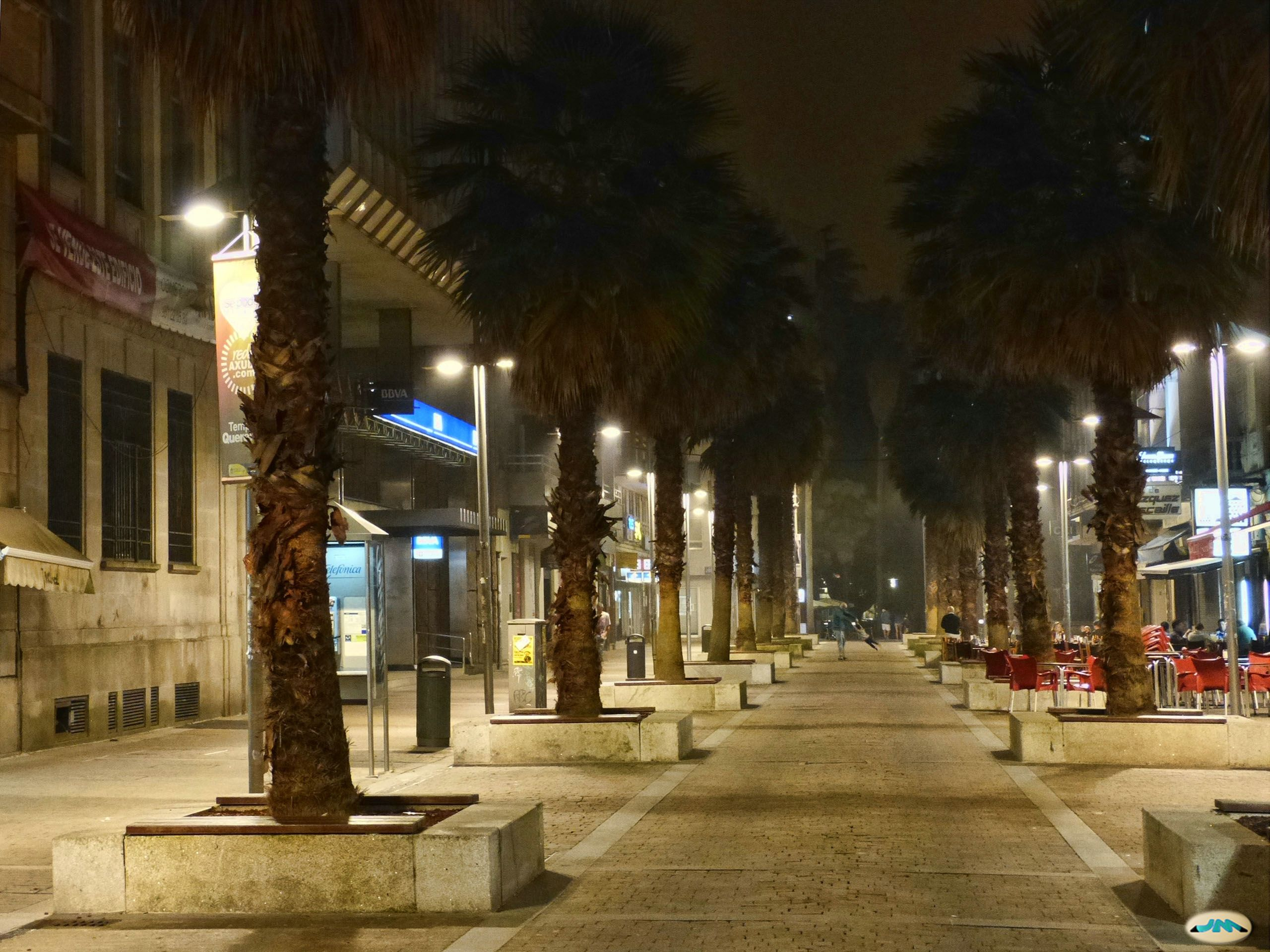
A rua à noite com as suas palmeiras-de-saia-da-Califórnia.

Trata-se de uma rua pedonal de 140 metros de comprimento, reta e plana, situada no coração do centro da cidade, ligando o Parque das Palmeiras ao centro histórico. A sua largura média é de 20 metros.
Trata-se de uma rua central da primeira expansão urbana, entre as ruas Marquês de Riestra e Michelena, no limite do centro histórico de Pontevedra.
A rua é ladeada por lojas e agências bancárias. O pavimento de cor ocre é emoldurado por faixas de granito nas laterais para diferenciar as zonas reservadas aos peões e a faixa central pedonal reservada aos veículos necessários para servir a zona e aceder às garagens dos moradores locais.
A caraterística mais marcante da rua são as duas filas de grandes palmeiras-de-saia-da-Califórnia que delimitam o passeio central e proporcionam uma transição suave entre o Parque das Palmeiras e o centro histórico de Pontevedra. A parte superior dos amplos cercados de pedra das árvores, que incluem iluminação noturna, é coberta por bancos de madeira situados em cada lado das palmeiras.

### Artigos relacionados
- Ensanche-Centro da Cidade
- Rua Michelena
- Rua Marquês de Riestra
- Villa Pilar
- Parque das Palmeiras